# لبلیا ۱۰۶۶
سیارک ۱۰۶۶ (به انگلیسی: 1066 Lobelia، نامگذاری:1926RA) هزار و شصت و ششمین سیارک کشف شده‌است که در ۱ سپتامبر ۱۹۲۶ و در هایدلبرگ کشف شد.
قدر مطلق سیارک برابر ۱۲٫۵۰ است.